# Chlor monofluoride
Chlor monofluoride là một hợp chất vô cơ thuộc loại liên halogen dễ bay hơi có công thức hóa học ClF. Nó là một chất khí không màu ở nhiệt độ phòng và ổn định ngay cả ở nhiệt độ cao. Khi làm lạnh đến -100 ℃, ClF ngưng tụ thành một chất lỏng màu vàng nhạt. Nhiều tính chất của nó là trung gian giữa các halogen cấu thành, Cl2 và F2.

## Phản ứng
Chlor monofluoride là một chất fluor hóa linh hoạt, chuyển các kim loại và phi kim loại thành muối fluoride của chúng và giải phóng khí Cl2 trong quá trình này. Ví dụ, nó chuyển wolfram thành wolfram(VI) fluoride và selen thành selen tetrafluoride:
W + 6ClF → WF6 + 3Cl2↑
Se + 4ClF → SeF4 + 2Cl2↑
ClF cũng có thể chlor-fluor hóa các hợp chất, bằng cách bổ sung qua một liên kết đa (liên kết còn nhiều electron độc thân) hoặc thông qua quá trình oxy hóa. Chẳng hạn, nó thêm fluor và chlor vào cacbon monoxide, tạo ra cacbonyl chlorrofluoride COClF:
CO + ClF → 